# Canberra Croatia FC
Canberra Croatia FC je hrvatski nogometni klub iz Canberre u Australiji. Odlukom Australskog nogometnog saveza iz 1992. godine, svi klubovi su iz svojih naziva morali izbaciti nacionalna obilježja, tako da je tadašnja HNK Croatia Canberra promijenila ime u "Canberra FC".

## Povijest
HNK Croatia iz glavnog australskog grada Canberre utemeljena je 5. listopada 1958. godine. Utemeljitelji kluba bili su: Šime Galić, koji je bio izabran i za prvog predsjednika, Predrag Amančić, tada tajnik, Petar Vrkić, tada rizničar, te članovi prvog Upravnog odbora, Stanko Milin, Vladimir Makrezić, Tonći Ricov, Riko Rošet, Marko Kerum, Joso Marinov, Marijan Gavranović, Slavko Puškarić, Šime Čirjak, Mate Božanović, Ante Tomas, Slavko Vrkić i Franjo Hamburger. 
U svojoj dosadašnjoj povijesti na čelu kluba u svojstvu predsjednika izmijenilo se čak 17 djelatnika. Neki su bili birani u nekoliko navrata kao Ante Tomas (1959./60., 1967./77.) ili Frank Crnković (1983. – 86., 1988. – 91.), a sadašnji predsjednik Marko Vrkić na čelu je kluba od 1999.
Canberra je pravi rasadnik mladih igrača, koji su nastupali ili još igraju u Prvoj australskoj ligi: I. Lemezina, M. Rogić, B. Luštica, D. Marčina, N. Špaleta, D. Milin i P. Ivanić. U klubu djeluje nekoliko momčadi od najmlađih uzrasta  (od 7 godina) pa do veterana, a djeluje i jedan ženski sastav, što ukupno čini oko 350 aktivnih igrača i igračica. Klub posjeduje vlastite prostorije s dvije velike dvorane, tri restorana i dva bara.

## Nastupi u Hrvatskoj
Godine 1996. omladinska je momčad sudjelovala na tradicionalnom nogometnom turniru Kvarnerska rivijera, što je bio prvi nastup Canberre u Hrvatskoj.
Drugo gostovanje Canberre u Hrvatskoj bilo je na Prvom svjetskom nogometnom natjecanju hrvatskih iseljenika 2007., jer je Sydney United FC zbog financijskih i organizacijskih razloga odustao, Canberra je predstavljala australski kontinent u Zagrebu. U skupini su osvojili prvo mjesto, a u završnici su izgubili od "Croatije" iz Toronta.
U sklopu priprema za Svjetsko nogometno natjecanje hrvatskih klubova izvan domovine, Canberra je u lipnju 2019. gostovala u Poličniku i Metković te odigrala prijateljske susrete s NK Dragovoljcem i NK Neretvom.

## Poznati igrači
- Josip Šimunić - hrvatski reprezentativac
- Nedjeljko 'Ned' Zelić - australski reprezentativac

## Uspjesi
- Najveći uspjeh kluba smatra se osvajanje naslova omladinskog prvaka Australije za mladež do 19 godina, 2004.

- 15 puta prvaci lige grada Canberre
- 17 puta pobjednici Kup lokalnog nogometnog saveza
- 6 puta pobjednici Kup Hrvatskog nogometnog saveza Australije
- Prvo svjetsko nogometno natjecanje hrvatskih iseljenika 2007. - doprvaci
- Drugo svjetsko nogometno natjecanje hrvatskih iseljenika 2011. - doprvaci

## Vanjske poveznice
- Službene stranice kluba  Arhivirana inačica izvorne stranice od 23. veljače 2009. (Wayback Machine)
- Matica[neaktivna poveznica] Zagreb je bio veliko iskustvo koje ćemo doživotno pamtiti!
- Croatia Zürich  Arhivirana inačica izvorne stranice od 15. veljače 2021. (Wayback Machine) Slika sa SP-a hrv. dijasporskih klubova 2011. - stadion u Parku mladeži